# WWE Superstar Spectacle
WWE Superstar Spectacle to seria wydarzeń wrestlingu wyprodukowanych przez amerykańską firmę WWE. Wydarzenia były skierowane głównie do rynku indyjskiego objętego promocją i prezentowały talenty wywodzące się z indyjskiego dziedzictwa.
Wydarzenie odbyło się po raz pierwszy w 2021 roku jako pierwszy program telewizyjny WWE wyprodukowany specjalnie dla Indii w ramach umowy nadawczej z Sony Pictures Networks India (SPNI); występowali w nim wrestlerzy z brandów Raw, SmackDown i NXT. Premiera odbyła się 26 stycznia 2021 roku – w Dzień Republiki Indii – na kanałach SPNI i była transmitowana na całym świecie jako specjalny program streamingowy w WWE Network. Podobnie jak w przypadku wszystkich innych programów WWE w tamtym czasie z powodu pandemii COVID-19, odcinek specjalny został nagrany za zamkniętymi drzwiami w Stanach Zjednoczonych z wirtualną publicznością. W 2023 roku WWE zorganizowało drugą edycję Superstar Spectacle, tym razem jako house show z zawodnikami Raw w Hajdarabadzie w Indiach.

## Historia
Po rozmowie finansowej dotyczącej promocji amerykańskiego wrestlingu WWE za trzeci kwartał, która odbyła się 29 października 2020 roku, prezes i dyrektor finansowy WWE, Nick Khan, ogłosił, że współpracuje z Sony Pictures Networks India (SPNI) nad produkcją wydarzenia specjalnie skierowanego do rynek indyjski firmy. Khan ujawnił również, że wydarzenie zostanie wyemitowane w 2021 roku jako specjalny program telewizyjny z okazji Dnia Republiki Indii (26 stycznia) i będzie obejmować głównie rozwijających się indyjskich zapaśników z promocji.
13 stycznia 2021 roku ogłoszono tytuł wydarzenia jako Superstar Spectacle, a WWE ujawniło, że wystąpią zapaśnicy z brandów Raw, SmackDown i NXT. Podobnie jak w przypadku wszystkich innych programów WWE w tamtym czasie z powodu pandemii COVID-19, Superstar Spectacle 2021 został nakręcony w Tropicana Field w St. Petersburgu na Florydzie bez osobistych widzów korzystających z bańki „ThunderDome” WWE. Raporty sprzed nagrania sugerowały, że odcinek specjalny będzie kręcony w studiu „Capitol Wrestling Center” w WWE Performance Center, siedzibie NXT, ale tak nie było. Samo wydarzenie zostało nagrane 22 stycznia, a następnie wyemitowane z opóźnieniem 26 stycznia. Wydarzenie miało swoją premierę na urządzeniach Sony Max, Sony Ten 1 i Sony Ten 3, a komentarz był dostępny w języku angielskim i hindi. Poza Indiami odcinek specjalny był transmitowany na WWE Network.
1 sierpnia 2023 roku WWE ogłosiło, że drugie Superstar Spectacle odbędzie się 8 września 2023 roku w GMC Balayogi Indoor Stadium na przedmieściach Hajdarabadu w Gachibowli w Indiach. Było to pierwsze wydarzenie na żywo WWE, które odbyło się w Indiach od 2017 roku i pierwsze, które odbyło się w Hyderabad. Ogłoszono, że na gali pojawią się różni zapaśnicy z brandu Raw, ponieważ SmackDown odbyło się tej samej nocy w Bostonie w stanie Massachusetts. WWE planowało ponownie zorganizować galę w styczniu, ale SPNI zażądało jej przełożenia do czasu zakończenia fuzji firmy z Zee Entertainment Enterprises. W przeciwieństwie do wydarzenia w 2021 roku, wydarzenie w 2023 roku było nie transmitowanym w telewizji programem house show. 21 sierpnia potwierdzono, że John Cena pojawi się na gali, a sam Cena stwierdził, że będą to jego pierwsze zapasy w Indiach.

## Lista gal
| # | Data                                       | Lokalizacja                                | Arena                             | Walka wieczoru |
| - | ------------------------------------------ | ------------------------------------------ | --------------------------------- | --- |
| 1 | 22 stycznia 2021 (wyemitowano 26 stycznia) | St. Petersburg, Floryda, Stany Zjednoczone | WWE ThunderDome w Tropicana Field | Drew McIntyre i The Indus Sher (Rinku i Saurav) vs. Jinder Mahal i The Bollywood Boyz (Sunil Singh i Samir Singh) Six-man tag team match |
| 2 | 8 września 2023                            | Gachibowli, Hajdarabad, Telangana, Indie   | G.M.C. Balayogi Indoor Stadium    | John Cena i Seth „Freakin” Rollins vs. Imperium (Giovanni Vinci i Ludwig Kaiser) Tag team match                                          |

## 2021
Superstar Spectacle (2021) było inauguracyjnym wydarzeniem wrestlingu Superstar Spectacle wyprodukowanym przez WWE. Wystąpili w nim wrestlerzy z brandów Raw, SmackDown i NXT. Wydarzenie zostało nagrane 22 stycznia 2021 roku i wyemitowane 26 stycznia z okazji Dnia Republiki Indii. W Indiach został wyemitowany jako specjalny program telewizyjny, natomiast poza Indiami był transmitowany strumieniowo w WWE Network. Wydarzenie zawierało elementy tradycyjnej i współczesnej kultury indyjskiej. Ze względu na pandemię COVID-19 w tym roku wydarzenie odbyło się w WWE ThunderDome, zorganizowanej w Tropicana Field w St. Petersburgu w stanie Floryda.
Podczas gali rozegrano pięć walk. W walce wieczoru Drew McIntyre i Indus Sher (Rinku i Saurav) pokonali The Bollywood Boyz (Samira Singha i Sunila Singha) oraz powracającego Jindera Mahala. W gali wzięło także udział 10 indyjskich zapaśników z systemu rozwojowego WWE. Firma ogłosiła później, że wydarzenie na żywo obejrzało 20 milionów ludzi.
| Nr                                 | Wyniki | Stypulacje               | Czas |
| ---------------------------------- | --- | ------------------------ | ---- |
| 1                                  | Finn Bálor pokonał Guru Raaja poprzez pinfall                                                                                              | Singles match            | 7:08 |
| 2                                  | Dilsher Shanky, Giant Zanjeer, Rey Mysterio i Ricochet pokonali Cesaro, Dolpha Zigglera, Kinga Corbina i Shinsuke Nakamurę poprzez pinfall | Eight-man tag team match | 6:25 |
| 3                                  | AJ Styles (z Omosem) pokonał Jeeta Ramę poprzez pinfall                                                                                    | Singles match            | 3:14 |
| 4                                  | Charlotte Flair i Sareena Sandhu pokonały Bayley i Natalyę poprzez pinfall                                                                 | Tag team match           | 6:06 |
| 5                                  | Drew McIntyre i Indus Sher (Rinku i Saurav) pokonali Jindera Mahala i The Bollywood Boyz (Samira Singha i Sunila Singha) poprzez pinfall   | Six-man tag team match   | 9:03 |
| (c) – mistrz/mistrzyni przed walką | |                          |      |

## 2023
Superstar Spectacle (2023) było drugim wydarzeniem wrestlingu Superstar Spectacle wyprodukowanym przez WWE. Występowali w nim głównie zapaśnicy z brandu Raw promocji. Wydarzenie miało miejsce 8 września 2023 roku w G.M.C. Balayogi Indoor Stadium na przedmieściach Hajdarabadu w Gachibowli w Indiach. Było to także pierwsze wydarzenie na żywo WWE, które odbyło się w Indiach od grudnia 2017 roku i pierwsze, które odbyło się w mieście Hajdarabad. W przeciwieństwie do wydarzenia w 2021 roku, wydarzenie w 2023 roku odbyło się zamiast tego w formie house show.
Na gali odbyło się siedem walk. W walce wieczoru John Cena i Seth „Freakin” Rollins pokonali Imperium (Giovanniego Vinciego i Ludwiga Kaisera). Na gali pojawił się także specjalny występ WWE Hall of Famera The Great Khaliego, który był pierwszym urodzonym w Indiach mistrzem świata WWE, posiadającym poprzedni World Heavyweight Championship. Pierwotnie Becky Lynch miała zmierzyć się na gali z Zoey Stark, jednak ze względu na problem z paszportem nie mogła w niej uczestniczyć; Natalya zajęła jej miejsce i pokonała Stark. Obydwa walki Natalyi nie zostały docenione na gali, ponieważ fani skandowali CM Punk podczas jej walk z powodu niezadowolenia fanów z powodu nieobecności Becky Lynch i Natalyi, która zajęła jej miejsce. Później wyemitowano go jako Namaste India w Sony Sports Network 2 października 2023 roku.
| Nr                                 | Wyniki | Stypulacje                                        | Czas  |
| ---------------------------------- | --- | ------------------------------------------------- | ----- |
| 1                                  | Kevin Owens i Sami Zayn vs. Indus Sher (Sanga i Veer) (z Jinderem Mahalem) zakończyło się bez rezultatu       | Tag team match                                    | 5:01  |
| 2                                  | Drew McIntyre, Kevin Owens i Sami Zayn pokonali Indus Sher (Jindera Mahala, Sangę i Veera) poprzez pinfall    | Six-man tag team match                            | 7:48  |
| 3                                  | Natalya pokonała Zoey Stark poprzez pinfall                                                                   | Singles match                                     | 8:10  |
| 4                                  | Gunther (c) pokonał Shanky’ego poprzez pinfall                                                                | Singles match o WWE Intercontinental Championship | 5:00  |
| 5                                  | Bron Breakker pokonał Odysseya Jonesa poprzez pinfall                                                         | Singles match                                     | 4:08  |
| 6                                  | Rhea Ripley (c) pokonała Natalyę poprzez pinfall                                                              | Singles match o Women’s World Championship        | 6:29  |
| 7                                  | John Cena i Seth „Freakin” Rollins pokonali Imperium (Giovanniego Vinciego i Ludwiga Kaisera) poprzez pinfall | Tag team match                                    | 19:00 |
| (c) – mistrz/mistrzyni przed walką | |                                                   |       |